# Isoscelipteron okamotonis
Isoscelipteron okamotonis är en insektsart som först beskrevs av Nakahara 1914.  Isoscelipteron okamotonis ingår i släktet Isoscelipteron och familjen Berothidae. Inga underarter finns listade i Catalogue of Life.